# Lady (Lied)
Lady ist ein Lied von Kenny Rogers aus dem Jahr 1980, das von Lionel Richie geschrieben und produziert wurde.

## Geschichte
Lady wurde im Jahr 1980 aufgenommen und zählt zu Rogers erfolgreichsten Hits. In einem Interview sagte er: „The idea was that Lionel would come from R&B and I’d come from country, and we’d meet somewhere in pop.“ (deutsch: Der Gedanke dahinter war, dass Lionel Richie aus dem R&B und ich aus dem Country komme und wir uns irgendwo im Pop treffen.)
Das Lied war Richies erste Produktion außerhalb der Commodores und auch ein Erfolg als Songwriter, 1985 beteiligte sich Rogers auch bei der Aufnahme des USA-for-Africa-Klassikers We Are the World. Die Veröffentlichung war am 29. September 1980.
Für sein Album Time (1998) sang Richie den Song selbst ein, und Richies zehntes Studioalbum Tuskegee (2012) enthielt eine zusammen mit Rogers gesungene Duettversion des Songs.

## Rezeption

### Chartplatzierungen
| ChartsChartplatzierungen       | Höchstplatzierung | Wochen |
| ------------------------------ | ----------------- | ------ |
| Vereinigte Staaten (Billboard) | 1 (25 Wo.)        | 25     |
| Vereinigtes Königreich (OCC)   | 12 (12 Wo.)       | 12     |

| ChartsJahrescharts (1981)      | Platzierung |
| ------------------------------ | ----------- |
| Vereinigte Staaten (Billboard) | 3           |

### Auszeichnungen für Musikverkäufe
| Land/Region               | Auszeichnungen für Musikverkäufe (Land/Region, Auszeichnung, Verkäufe) | Verkäufe  |
| ------------------------- | ---------------------------------------------------------------------- | --------- |
| Kanada (MC)               | Gold                                                                   | 75.000    |
| Vereinigte Staaten (RIAA) | Gold                                                                   | 1.000.000 |
| Insgesamt                 | 2× Gold ·                                                              | 1.075.000 |

Hauptartikel: Kenny Rogers/Auszeichnungen für Musikverkäufe

## Coverversionen
- 1980: Jiří Korn
- 1982: Teddy Pendergrass live in London Hammersmith Odeon
- 1997: Boots Randolph
- 1998: Lionel Richie
- 2001: Little Milton
- 2009: Marcel Lüske